# Девин (компания)
„Девин“ EАД е българска фирма в гр. Девин, производител на бутилирана вода, акционерно дружество от 1999 г. със 100% частен капитал.

## История
През август 2007 г. „Девин“ EАД увеличава капитала си и става публична компания с акции за свободно търгуване на Българската фондова борса. Фирмата е съучредител на „ЕКОПАК България“ EАД – организация за оползотворяване на отпадъците от опаковки.
Най-голямото предимство на водите DEVIN е чистотата на региона – в радиус от 50 км около завода в Девин няма промишлено производство, което гарантира чистотата на продуктите.
Заводът на фирмата е построен до сондажи 3 и 5 в Западните Родопи – сред най-чистите райони в България. Оборудването е доставено от водещи компании в бранша от Германия, Австрия, Белгия, САЩ, Италия, Испания. Производственият цикъл е напълно затворен и оптимизиран в съответствие с изискванията на ЕС и съвременните екологични норми за опазване на околната среда.
Освен бутилиращите линии за минерална и изворна вода заводът разполага със сиропно стопанство за приготвяне на тихи напитки (спортна напитка Fitness и студен чай ICY).

## Сертификати
„Девин“ EАД притежава сертификати за качеството на минерална и изворна вода „Оеотп“, издадени от българските здравни служби и престижния германски институт „Фрезениус“:
- ISO 22000:2005 - сертификат за контрол по качеството при бутилиране на минерална, изворна и газирана вода DEVIN, издаден от SGS System Certification;
- сертификат за постоянния състав на минерална вода DEVIN, издаден от Министерството на здравеопазването;
- сертификат за отсъствие на радиоактивност, издаден от Националния център по радиобиология и радиационна защита;
- сертификат за състава на минерална вода DEVIN, издаден от Фрезениус институт;
- сертификат за състава на изворна вода DEVIN, издаден от Фрезениус институт.